# Hoàng Thi Thơ
Hoàng Thi Thơ (16 tháng 7 năm 1928 - 23 tháng 9 năm 2001) là một trong những nhạc sĩ lớn nhất của nền Tân nhạc Việt Nam. Một số nghệ danh khác của ông là Tôn Nữ Trà Mi, Tôn Nữ Diễm Hồng, Bích Khê và Triệu Phong.

## Cuộc đời
Hoàng Thi Thơ sinh ngày 16 tháng 7 năm 1928 tại làng Bích Khê, huyện Triệu Phong, tỉnh Quảng Trị. Ông thuộc dòng họ Hoàng Phủ, một dòng họ khoa bảng có tiếng tăm ở đất Quảng Trị.
Sau Cách mạng Tháng Tám, Hoàng Thi Thơ gia nhập Đoàn Văn nghệ Quảng Trị như một diễn viên ca kịch nhạc do nhạc sĩ Nguyễn Hữu Ba làm trưởng đoàn.
Tháng 12 năm 1946, Hoàng Thi Thơ khi đang tham gia tuyên truyền cùng nhạc sĩ Trần Hoàn ở Huế thì kháng chiến toàn quốc bùng nổ. Sau khi Huế thất thủ, ông trở ra Vinh theo đề nghị của nhà thơ Lưu Trọng Lư. Tháng 5 năm 1947, ông bắt đầu làm báo, viết văn, trở thành phóng viên và biên tập viên cho tờ nhật báo Cứu quốc của Việt Minh. Tháng 9 năm 1948, ông trở lại Huế, tiếp tục hoàn thành chương trình trung học ở Trường Khải Định (về sau trường dời ra Hà Tĩnh và đổi tên thành Trường Huỳnh Thúc Kháng). Sau khi học xong Tú tài, tháng 10 năm 1950, ông vào đại học tại trường Dự bị đại học Liên khu 3 và 4 tại Thanh Hóa, theo khoa Văn-Triết.
Năm 1952, ông từ vùng kháng chiến tức Liên Khu Tư ở Thanh Hóa về Huế định xin gia đình người anh một số tiền để có thể đưa người yêu ra Hà Nội với mục đích theo học Văn Khoa ở đây. Tuy nhiên, theo một trang báo hải ngoại, 2 người anh của ông ở Huế đã bị Việt Minh nửa đêm lôi đi hành quyết vì vu cho tội thân Pháp. Lòng tin vào kháng chiến của Hoàng Thi Thơ do đó sụp đổ. Còn theo nhiều tờ báo khác trong nước, do nghe lời người thân khuyên nhủ, ông vào Nam để được an toàn. Ông quyết định vào Sài Gòn bắt đầu lại cuộc sống. Khi đi, ông dẫn theo 2 đứa cháu vừa mất cha, đó là Hoàng Kiều và Hoàng Thi Thao. Ở Sài Gòn ông dạy sinh ngữ Anh - Pháp ở các trường tư thục và theo nghề viết nhạc, hoạt động văn nghệ. Năm 1957, ông bắt đầu tổ chức những kỳ đại nhạc hội tại rạp Thống Nhất, Sài Gòn. Năm 1961, ông thành lập Đoàn Văn nghệ Việt Nam gồm hơn 100 nghệ sĩ tên tuổi và lưu diễn qua nhiều nước Á Châu cũng như nhiều thành phố trên thế giới: Vạn Tượng, Hồng Kông, Đài Bắc, Đông Kinh, Vọng Các, Ba Lê, Luân Đôn, Tân Gia Ba, Sénégal,... và nhiều nơi ở Hoa Kỳ. Năm 1967, ông thành lập tiếp Đoàn văn nghệ Maxim's, gồm 70 diễn viên ca-vũ-nhạc-kịch, tổ chức những chương trình ca vũ nhạc kịch đặc biệt tại nhà hàng Maxim's. Nhạc sĩ Hoàng Thi Thơ là người duy nhất được Bộ Thông tin và Tổng cục Chiến tranh Chính trị Việt Nam Cộng hòa nhiều lần cử thành lập và dẫn các đoàn văn nghệ Việt Nam sang châu Âu trình diễn.
Tháng 4 năm 1975, đoàn văn nghệ của ông đang lưu diễn ở Nhật Bản thì xảy ra sự kiện 30 tháng 4 năm 1975. Ông không thể trở về nước, từ đó phải sống lưu vong và định cư ở Hoa Kỳ. Ông được cấp phép về thăm Việt Nam hai lần kể từ năm 1993.
Sau năm 1975, tại Việt Nam, ông cùng với nhạc sĩ Phạm Duy là hai người bị cấm về nhân thân (cấm toàn bộ tác phẩm). Đến đầu năm 2009, Cục Nghệ thuật Biểu diễn thuộc Bộ Văn hóa, Thể thao và Du lịch mới cho phép phổ biến trở lại 6 bài của ông là Đường xưa lối cũ, Rước tình về với quê hương, Hình ảnh người em không đợi, Duyên quê, Túp lều lý tưởng, Múc ánh trăng vàng.
Ngày 23 tháng 9 năm 2001, ông qua đời tại nhà riêng ở Glendale, California trong khi chờ vợ làm một món cá mà ông thích. Ông được an táng tại vườn Vĩnh Cửu - nghĩa trang Peek Family, Quận Cam, California. Mộ của ông nằm ở nhà quàn Heritage Memorial Service, 17712 Beach Boulevard, Huntington Beach, California, Hoa Kỳ.

## Gia đình
Thời kỳ đi kháng chiến, nhạc sĩ Hoàng Thi Thơ đã có quan hệ tình cảm với Trương Tân Nhân, một người bạn học cùng trường. Về sau khi ông bỏ kháng chiến về thành và không thể trở lại, bà Tân Nhân lúc đó đã mang thai. Sau hiệp định Genève, bà ở lại miền Bắc và tiếp tục sự nghiệp ca hát. Người con trai của hai người mang tên Lê Khánh Hoài (lấy theo họ người chồng sau của bà), hiện đang hoạt động trong lĩnh vực kịch nghệ và điện ảnh tại Thành phố Hồ Chí Minh..
Tháng 9 năm 1957, ông lập gia đình với ca sĩ Thúy Nga (con gái nhiếp ảnh gia Nguyễn Giao) và sinh được bốn người con gồm ba trai và một gái. Trong đó, người con trưởng là Hoàng Thi Thi, vừa là nhạc sĩ vừa là kỹ sư. Ngoài ra, ông còn một người con nuôi là Hoàng Thi Thao (1945–2019), người cháu gọi ông bằng chú và cũng là người theo sát chân ông trong nhiều năm hoạt động văn nghệ.
Ngoài ra, ông còn có một người cháu gọi ông bằng chú ruột, đó là tỷ phú Hoàng Kiều (con trai của ông Hoàng Hữu Nam).

## Sự nghiệp

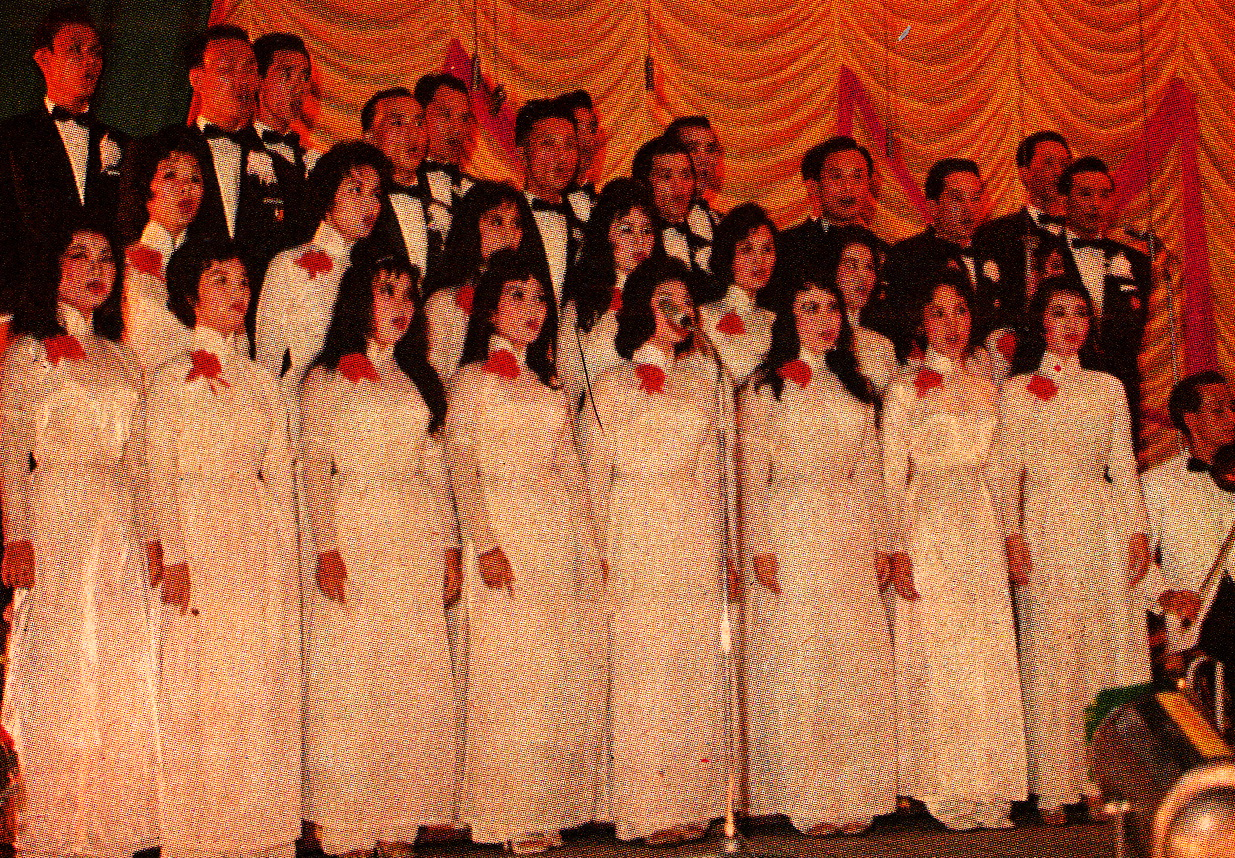
Ban hợp ca do Hoàng Thi Thơ điều hành từng góp mặt trên đài truyền hình THVN thời Việt Nam Cộng hòa

### Âm nhạc
| “          | Hoàng Thi Thơ là một cái tên lớn, nên chương trình văn nghệ do anh đẻ ra đều là những chương trình cao đẹp, có hình vóc, có nội dung của một của cải tinh thần nào đó... Hoàng Thi Thơ là một người Việt Nam khôn ngoan, khôn ngoan vô cùng, khôn ngoan hơn những người Việt Nam khôn ngoan. Sự khôn ngoan của Hoàng Thi Thơ chính là sự giỏi giang của một nhạc sĩ chân chính đúng nghĩa, lấy khổ đau và bất khuất của quê hương làm chủ đề trình diễn, dẫn chúng ta quay về với những truyền thống tốt đẹp, với lòng yêu thương đồng bào ruột thịt và yêu thương chính bản thân mình. | ” |
| — Túy Hồng | |   |

Hoàng Thi Thơ sáng tác trên 500 ca khúc từ tình ca đến nhạc quê hương, dân ca đến nhạc thời trang, đoản khúc đến trường ca, nhạc cảnh đến nhạc kịch.
Khoảng năm 1972-1973, ông sử dụng thêm bút danh mới là Tôn Nữ Trà Mi và sáng tác một loạt ca khúc mà báo chí thời đó gọi là "đem lại cho làng tân nhạc Việt Nam luồng sinh khí mới và cảm hứng tân kỳ" như "Rước tình về với quê hương", "Việt Nam ơi ngày vui đã tới", "Ô kìa đời bỗng dưng vui", "Xây nhà bên suối", "Ngày vui lý tưởng"... Những ca khúc này đã quen thuộc với người Việt Nam cho đến tận nay.
Trong thời gian cộng tác với nhà hàng Maxim's (Sài Gòn), ông đã thực hiện những tiết mục ca nhạc kịch dã sử và sáng tác những ca khúc hào hùng như "Quang Trung đại phá quân Thanh" hoặc "Trưng Vương đại phá quân Đông Hán".
Năm 1955, Hoàng Thi Thơ sáng tác hai bài trường ca đầu tiên mang tên "Triều Vui Thế Hệ" & "Máu Hồng Sử Xanh". Năm sau, ông cho ra đời trường ca “Ngày Trọng Đại” và đến năm 1963 là "Tiếng Trống Diên Hồng".
Hoàng Thi Thơ còn là tác giả sách “Để Sáng Tác Một Bài Nhạc Phổ Thông” xuất bản vào năm 1953, dày 500 trang với những phần hướng dẫn về hòa âm, luật sáng tác...
Ông cũng là người đã nâng đỡ Sơn Ca và Họa Mi, đào tạo trở thành những nữ ca sĩ nổi tiếng.
Ngoài ra, trước năm 1975 tại Sài Gòn, ông có thực hiện loạt băng nhạc Hoàng Thi Thơ với những giọng ca thượng thặng thời đó.

### Nghiên cứu nghệ thuật múa
Hoàng Thi Thơ cũng nghiên cứu các điệu múa. Ông được cho là người tiên phong xây dựng những điệu vũ vừa hiện đại vừa đậm chất dân tộc. Ông cùng với vũ sư Trinh Toàn và vũ sư Lưu Hồng đã có nhiều công trình hợp tác nghiên cứu và sáng tạo các điệu múa dân tộc: Vũ múa trống, Vũ lên đồng, Vũ múa nón, Múa xòe, Múa Koho...

### Nhạc kịch - điện ảnh
Năm 1963, Hoàng Thi Thơ đạo diễn sáng tác vở nhạc kịch đầu tiên, mang tên "Từ Thức lạc lối bích đào". Lần lượt các năm 1964-68 là các vở khác ra đời như "Dương Quý Phi" (1964), "Cô gái điên" (1966), "Ả Đào say" (1968),...
Năm 1965, Hoàng Thi Thơ trở thành đạo diễn điện ảnh với cuốn phim đầu tiên là "Cô Gái Điên" quay thành phim từ nhạc kịch cùng tên của ông, do Trung tâm Điện ảnh Quốc gia sản xuất.
Năm 1969, ông đạo diễn cho phim "Người cô đơn" do chính ông sản xuất. Sau khi ra đến hải ngoại, Hoàng Thi Thơ vẫn tiếp tục làm đạo diễn cho một số phim video như "Chuyện Tình Buồn", "Tiếng Hát Trong Trăng", "Người Đẹp Bạch Hoa Thôn" và "Chiêu Quân Cống Hồ".

## Tác phẩm

### Ca khúc
Danh sách này không đầy đủ, bạn cũng có thể giúp mở rộng danh sách.
| STT | Nhan đề                                           | Nghệ danh sử dụng             | Năm sáng tác |
| --- | ------------------------------------------------- | ----------------------------- | ------------ |
| 1   | 2000 đêm đau thương                               |                               |              |
| 2   | Ai buồn hơn ai                                    |                               | 1964         |
| 3   | Ai nhớ chăng ai                                   |                               | 1956         |
| 4   | Anh biết em đi chẳng trở về                       |                               | 1959         |
| 5   | Bài ca dân nghèo                                  |                               |              |
| 6   | Bài ca đoạn trường                                |                               |              |
| 7   | Bài thơ hòa bình                                  |                               |              |
| 8   | Bài thơ cuối cùng                                 |                               | 1964         |
| 9   | Bài thơ má lúm đồng tiền                          |                               | 2000         |
| 10  | Bài thơ tự do                                     |                               |              |
| 11  | Bài thơ xuân                                      |                               | 1954         |
| 12  | Bao giờ trở lại                                   |                               |              |
| 13  | Biết đâu tìm                                      | Tôn Nữ Trà Mi                 | 1959         |
| 14  | Biết thuở nào nguôi                               |                               |              |
| 15  | Bóng hồng Việt Nam                                |                               |              |
| 16  | Cành hoa trước gió                                |                               |              |
| 17  | Các anh các chị                                   |                               | 1958         |
| 18  | Các anh về                                        |                               | 1955         |
| 19  | Cái trâm em cài                                   | Tôn Nữ Diễm Hồng              | 1971         |
| 20  | Chiếc quạt Xuân Hương                             |                               |              |
| 21  | Chiều cố đô                                       |                               | 1959         |
| 22  | Chiều mưa viễn xứ                                 |                               |              |
| 23  | Chiến sĩ hành                                     |                               | 1969         |
| 24  | Chim vàng trên nón sắt                            |                               |              |
| 25  | Chuyện tình cô lái đò bến Hạ                      |                               | 1974         |
| 26  | Chuyện tình Lộng Ngọc                             |                               |              |
| 27  | Chuyện tình của người trinh nữ tên Thi            |                               | 1970         |
| 28  | Chúng mình                                        |                               |              |
| 29  | Chủ nhật xám                                      |                               | 1969         |
| 30  | Con bướm nhà em                                   |                               |              |
| 31  | Có ai trên đời mà không yêu (Con tim và nước mắt) |                               |              |
| 32  | Còn nhớ hay quên                                  |                               |              |
| 33  | Cô gái mới                                        |                               |              |
| 34  | Cung đàn tám hướng                                |                               |              |
| 35  | Cuộc đời này                                      |                               |              |
| 36  | Dậy thì                                           |                               |              |
| 37  | Diễm tình                                         | Tôn Nữ Trà Mi                 | 1973         |
| 38  | Dù xa xôi vẫn thấy rất gần                        |                               |              |
| 39  | Duyên quê                                         |                               | 1955         |
| 40  | Đám cưới trên đường quê                           |                               | 1973         |
| 41  | Đành quên sao                                     | Tôn Nữ Trà Mi                 | 1960         |
| 42  | Đẹp chiều thôn dã                                 |                               |              |
| 43  | Đẹp mấy mùa hoa                                   |                               |              |
| 44  | Đêm cuối cùng                                     |                               | 1958         |
| 45  | Đêm qua mơ thấy Sài Gòn                           |                               |              |
| 46  | Điệu buồn dang dở                                 |                               |              |
| 47  | Điệu lý cò bay                                    |                               |              |
| 48  | Đôi mái chèo trăng                                |                               |              |
| 49  | Đời sầu của ve                                    |                               | 1973         |
| 50  | Đời buồn như liễu                                 |                               |              |
| 51  | Đời ta như chiếc lá vàng                          |                               |              |
| 52  | Đưa em qua cánh đồng vàng                         |                               |              |
| 53  | Đưa em xuống thuyền                               |                               | 1974         |
| 54  | Đừng nói với anh                                  |                               | 1964         |
| 55  | Đường xưa lối cũ                                  |                               | 1959         |
| 56  | Em là nữ hoàng                                    | Tố Tâm & Hoàng Thi Thơ        | 1970         |
| 57  | Em như làn mây                                    |                               | 1990         |
| 58  | Em về thăm lại quê anh                            |                               |              |
| 59  | Gạo trắng trăng thanh                             |                               | 1956         |
| 60  | Gặp lại người yêu                                 |                               | 1974         |
| 61  | Gặp nhau                                          |                               | 1959         |
| 62  | Gặp nhau giữa trời lưu lạc                        |                               |              |
| 63  | Giã từ mẹ                                         |                               | 1954         |
| 64  | Giây phút chạnh lòng                              |                               | 1959         |
| 65  | Giọt lệ bên bờ biển Đông                          |                               |              |
| 66  | Giọt sầu từ lầu Hoàng Hạc                         |                               |              |
| 67  | Giữa trời đất nước thân yêu                       |                               | 1960         |
| 68  | Gót hồng trên con đường đất                       |                               |              |
| 69  | Hát nữa đi em                                     |                               | 1959         |
| 70  | Hình ảnh người em không đợi                       | Hoàng Thi Thơ - Tôn Nữ Trà Mi | 1963         |
| 71  | Hoa hồng một đóa                                  |                               | 1994         |
| 72  | Hoa nữ sinh                                       |                               | 1955         |
| 73  | Hỏi người còn nhớ đến ta                          | Tôn Nữ Trà Mi                 | 1973         |
| 74  | Hỡi núi rừng Trường Sơn                           |                               |              |
| 75  | Khi người lính trẻ trở về quê hương               |                               |              |
| 76  | Khi tình yêu đến                                  |                               |              |
| 77  | Không đâu bằng quê hương ta                       |                               |              |
| 78  | Khúc hát chia tay                                 |                               |              |
| 79  | Kinh chiều                                        |                               | 1969         |
| 80  | Kiếp tơ tằm                                       |                               | 1959         |
| 80  | Lá vàng tượng trắng trong vườn lục xâm            |                               |              |
| 81  | Lá thư về làng                                    |                               | 1955         |
| 83  | Là người Việt Nam tôi vẫn nhớ                     |                               |              |
| 82  | Lời hát tạ ơn                                     |                               |              |
| 84  | Lời người bên kia Bến Hải (Những ai chưa về)      |                               | 1956         |
| 85  | Lời người ra đi                                   |                               |              |
| 86  | Lời người ở lại                                   |                               | 1954         |
| 87  | Lời thề của loài hoa trắng                        | Tôn Nữ Trà Mi                 | 1969         |
| 88  | Lúa vàng sao sáng                                 |                               |              |
| 89  | Mái tranh chiều                                   |                               |              |
| 90  | Màu hoa thiên lý                                  |                               | 1960         |
| 91  | Mặt trời lại sáng quê hương                       |                               |              |
| 92  | Mấy nhịp cầu tre                                  |                               | 1956         |
| 93  | Mối tình bất diệt                                 |                               |              |
| 94  | Mộng Hoàng, áo cưới hay khăn tang                 |                               |              |
| 95  | Mộng hồng                                         |                               |              |
| 96  | Một lần cuối                                      |                               | 1970         |
| 97  | Một miếng trầu duyên                              |                               | 1954         |
| 98  | Một ngày buồn vĩnh biệt quê hương                 |                               |              |
| 99  | Một ngày rồi lại một ngày                         |                               |              |
| 100 | Một thoáng em về                                  |                               |              |
| 101 | Mời lên hái đóa hoa rừng                          |                               |              |
| 102 | Mùa thu Đông Kinh                                 |                               | 1963         |
| 103 | Múc ánh trăng vàng                                |                               | 1955         |
| 104 | Mưa dọc đường quê                                 |                               |              |
| 105 | Nắng quê hương hay nắng quê người                 |                               |              |
| 106 | Ngày buồn trôi qua ngày vui phải tới              |                               |              |
| 107 | Ngày em ra đi                                     |                               | 1958         |
| 108 | Ngày vui lý tưởng                                 |                               |              |
| 109 | Ngày trọng đại (trường ca)                        |                               | 1960         |
| 110 | Ngập ngừng                                        |                               | 1959         |
| 111 | Người cô đơn (nhạc phim cùng tên)                 |                               |              |
| 112 | Người nghệ sĩ mù                                  |                               | 1958         |
| 113 | Nhạc vọng thôn chiều                              |                               |              |
| 114 | Nhớ thành đô                                      |                               | 1963         |
| 115 | Như cánh phù du                                   |                               | 1973         |
| 116 | Những giòng lệ rơi                                |                               |              |
| 117 | Những ngày thơ mộng                               |                               | 1959         |
| 118 | Những vòng hoa trắng                              |                               |              |
| 119 | Nếu một ngày kia                                  |                               | 1965         |
| 120 | Niềm đau của Thúy                                 |                               |              |
| 121 | Ô kìa đời bỗng dưng vui                           |                               | 1973         |
| 122 | Ôi chưa kịp nói với nhau một lời                  |                               |              |
| 123 | Phố chiều                                         |                               | 1958         |
| 124 | Phút đầu tiên                                     |                               | 1959         |
| 125 | Quê hương ta                                      |                               |              |
| 126 | Quang Trung đại phá quân Thanh                    |                               |              |
| 127 | Rồi một chiều kia                                 |                               | 1959         |
| 128 | Rồi một ngày                                      |                               | 1970         |
| 129 | Rong chơi cuối trời quên lãng                     |                               | 1974         |
| 130 | Rước tình về với quê hương                        |                               | 1973         |
| 131 | Ruộng lúa nương dâu                               |                               |              |
| 132 | Sang ngang                                        |                               | 1959         |
| 133 | Sao                                               | Bích Khê                      |              |
| 134 | Sống chết với nhau                                | Triệu Phong                   |              |
| 135 | Súng ơi                                           |                               | 1954         |
| 136 | Ta dạy cho con                                    |                               |              |
| 137 | Tà áo cưới                                        |                               | 1960         |
| 138 | Tại sao?                                          |                               |              |
| 139 | Tâm tình gửi Huế                                  | Tôn Nữ Trà Mi                 | 1960         |
| 140 | Tango nhớ                                         |                               |              |
| 141 | Tháng tư buồn                                     |                               |              |
| 142 | Thiên đường của ta                                |                               |              |
| 143 | Thôi chia ly từ đây                               |                               | 1964         |
| 144 | Thôn trăng mở hội trăng tròn                      |                               | 1955         |
| 145 | Thị trấn đìu hiu                                  |                               |              |
| 146 | Thục Lan, giọt nước mắt da vàng                   |                               |              |
| 147 | Thúy                                              |                               |              |
| 148 | Tiễn nàng sang ngang                              |                               |              |
| 149 | Tìm anh                                           |                               | 1958         |
| 150 | Tìm em                                            |                               | 1958         |
| 151 | Tin ngày mai đến                                  |                               |              |
| 152 | Tin về đô thị                                     |                               |              |
| 153 | Tình anh                                          |                               |              |
| 154 | Tình anh tình em                                  |                               |              |
| 155 | Tình ca điên                                      |                               |              |
| 156 | Tình ca trên lúa                                  |                               | 1972         |
| 157 | Tình dang dở                                      |                               |              |
| 158 | Tình đêm liên hoan                                |                               | 1956         |
| 159 | Tình gần tình xa                                  |                               |              |
| 160 | Tình hồng cho em số 1 (Tình hồng cho em)          |                               | 1970         |
| 161 | Tình hồng cho em số 2 (Đêm buồn)                  |                               | 1970         |
| 162 | Tình hồng cho em số 3 (Kinh cầu tình yêu)         |                               | 1970         |
| 163 | Tình hồng cho em số 4 (Niềm đau của cát)          |                               | 1970         |
| 164 | Tình hồng cho em số 5 (Rồi một ngày)              |                               | 1970         |
| 165 | Tình hồng cho em số 6 (Lộng Ngọc)                 |                               | 1970         |
| 166 | Tình hồng cho em số 7 (Tạ tình)                   |                               | 1970         |
| 167 | Tình hồng cho em số 8 (Lệ buồn)                   |                               | 1970         |
| 168 | Tình hồng cho em số 9 (Ru nhau)                   |                               | 1970         |
| 169 | Tình hồng cho em số 10 (Góc trời của ta)          |                               | 1970         |
| 170 | Tình mùa hoa đào                                  |                               | 1966         |
| 171 | Tình sầu biên giới                                |                               | 1954         |
| 172 | Tình ta với mình                                  |                               |              |
| 173 | Tình vỡ                                           |                               |              |
| 174 | Tình yêu tuyệt vời 2                              |                               |              |
| 175 | Tóc thề chấm vai                                  |                               | 2001         |
| 176 | Tôi nhớ tên anh                                   |                               | 1960         |
| 177 | Tôi yêu Thúy                                      |                               |              |
| 178 | Tôi và người tôi yêu                              |                               |              |
| 179 | Trái tim Việt Nam                                 |                               | 1974         |
| 180 | Trăng đẹp trời Nam                                |                               |              |
| 181 | Trăng rụng xuống cầu                              |                               | 1956         |
| 182 | Trời quê hương ta xanh                            | Triệu Phong                   |              |
| 183 | Túp lều lý tưởng                                  | Tôn Nữ Trà Mi                 | 1970         |
| 184 | Vần thơ thương nhớ                                |                               | 1959         |
| 185 | Vết chân đà điểu                                  |                               |              |
| 186 | Việt Nam ơi ngày vui đã tới                       |                               |              |
| 187 | Việt Nam như đóa hoa xinh                         |                               | 1974         |
| 188 | Vũ khúc đồng quê                                  |                               |              |
| 189 | Vũ khúc yêu đời                                   |                               | 1952         |
| 190 | Xây nhà bên suối                                  | Tôn Nữ Trà Mi                 | 1973         |
| 191 | Xe hoa một chiếc (Đàn lòng trăm cung)             | Tôn Nữ Trà Mi                 | 1955         |
| 192 | Xin một vành khăn tang cho người đã chết          |                               |              |
| 193 | Xinh quá xinh (Chiếc quạt thần tiên)              |                               |              |
| 194 | Xuân chết trong lòng tôi                          |                               | 1949         |
| 195 | Yêu mãi còn yêu                                   |                               | 1958         |

### Băng nhạc

#### Hoàng Thi Thơ 1:Rước tình về với quê hương
| Mặt A 1. Rước tình về với quê hương - Thanh Tuyền & Bùi Thiện 2. Ô kìa đời bỗng dưng vui - Thanh Lan 3. Đám cưới trên đường quê - Sơn Ca 4. Hỏi người còn nhớ đến ta - Lệ Thu 5. Ai nhớ chăng ai - Thanh Tuyền 6. Chuyện tình của người trinh nữ tên Thi - Thanh Lan 7. Xây nhà bên suối - Mai Lệ Huyền 8. Rồi một ngày - Phương Hồng Quế 9. Duyên quê - Thanh Tuyền | Mặt B 1. Tình ca trên lúa - Thanh Tuyền & Duy Khánh 2. Như cánh phù du - Sơn Ca 3. Chim vàng trên nón sắt - Mai Lệ Huyền 4. Đời sầu của ve - Thanh Tuyền 5. Rong chơi cuối trời quên lãng - Khánh Ly 6. Diễm tình - Thái Châu 7. Tình dang dở - Thúy Nga 8. Đêm buồn - Thái Thanh 9. Việt Nam ơi ngày vui đã tới - Sơn Ca & Bùi Thiện |

#### Hoàng Thi Thơ 2: Việt Nam như đóa hoa xinh
| Mặt A 1. Đưa em xuống thuyền - Sơn Ca & Bùi Thiện 2. Chuyện tình cô lái đò bến Hạ - Thanh Lan 3. Việt Nam như đóa hoa xinh - Sơn Ca & Miên Đức Thắng 4. Trái tim Việt Nam - Khánh Ly 5. Ngày vui lý tưởng - Sơn Ca 6. Gặp nhau - Thanh Tuyền 7. Có ai trên đời mà không yêu - Mai Lệ Huyền 8. Đường xưa lối cũ - Thanh Tuyền 9. Tình ta với mình - Sơn Ca & Bùi Thiện | Mặt B 1. Gạo trắng trăng thanh - Duy Khánh & Thanh Tuyền 2. Bóng hồng Việt Nam - Hồng Vân 3. Thiên đường của ta - Sơn Ca 4. Tà áo cưới - Thanh Tuyền 5. Màu hoa thiên lý - Lệ Thu 6. Mái tranh chiều - Thanh Tuyền 7. Mùa thu Đông Kinh - Thúy Nga 8. Thị trấn đìu hiu - Miên Đức Thắng 9. Khúc hát chia tay - Sơn Ca & Bùi Thiện |

#### Hoàng Thi Thơ 3: Đưa em qua cánh đồng vàng
| Mặt A 1. Đưa em qua cánh đồng vàng - Họa Mi & Nhật Trường 2. Mối tình bất diệt - Thanh Lan 3. Em về thăm lại quê anh - Họa Mi 4. Phút đầu tiên - Sơn Ca & Duy Khánh 5. Gặp lại người yêu - Thanh Lan 6. Khi người lính trẻ trở về quê hương - Họa Mi & Nhật Trường 7. Mặt trời lại sáng quê hương - Họa Mi 8. Lời thề của loài hoa trắng - Lệ Thu 9. Mời lên hái đóa hoa rừng - Sơn Ca | Mặt B 1. Chuyện tình Lộng Ngọc - Họa Mi & Nhật Trường 2. Kinh cầu tình yêu - Khánh Ly 3. Khi tình yêu đến - Sơn Ca 4. Nhớ thành đô - Thanh Lan 5. Yêu mãi còn yêu - Thúy Nga 6. Miếng trầu duyên - Sơn Ca & Bùi Thiện 7. Túp lều lý tưởng - Connie Kim 8. Ai buồn hơn ai - Hương Lan 9. Ngày buồn trôi qua ngày vui phải tới - Họa Mi |

### Chương trình tôn vinh
Khi ra nước ngoài, ông có thực hiện một số băng nhạc riêng và được Trung tâm Thúy Nga và Thế giới Nghệ thuật thực hiện video về chủ đề nhạc Hoàng Thi Thơ gồm Paris By Night 41: Hoàng Thi Thơ - Một đời cho âm nhạc, Paris By Night 47: Hoàng Thi Thơ 2 và Thế giới Nghệ thuật: Hoàng Thi Thơ - Một đời cho nghệ thuật.